# Felix Austria (novela)
Felix Austria (en ucraniano: Фелікс Австрія) es una novela de la escritora ucraniana Sofía Andrujóvich, publicada en 2014 por Old Lion Publishing House.
Los hechos suceden a principios del siglo XX en Ivano-Frankivsk, (entonces parte del Imperio austrohúngaro). La novela está escrita en forma de diario y cada capítulo trata de un recuerdo concreto de la vida de Stefaniia, la protagonista.
El libro obtuvo el reconocimiento de la crítica ucraniana, así como del gran público extranjero. Félix Austria se ha traducido al alemán, polaco, checo, húngaro, croata y francés. La novela fue galardonada con numerosos premios ucranianos y extranjeros y recibió diversos honores y premios.

## Argumento
Los hechos suceden a finales del siglo XIX - principios del XX en Stanislau. Felix Austria tiene en el centro la historia de una relación de toda la vida entre la amante Adelia Anger y su sirvienta Stefaniia Chornenko. Después de que ambas sobrevivieran a una tragedia infantil que les cambió la vida, en la que sus padres murieron en el incendio, estaban destinadas a estar juntas.
A pesar de sus constantes conflictos y discusiones, las chicas no pueden imaginar su vida la una sin la otra. Al principio de la novela, visitan varias obras en teatros, espectáculos de entretenimiento, e incluso van juntas de luna de miel cuando Adelia y Petro se casan. Tras darse cuenta de que está atrapado en un triángulo amoroso, Petro quiere deshacerse de Stefa, explicándole que debe construir su propia vida. Sin embargo, Stefaniia teme que su amante no sobreviva por sí sola.
Una noche, un antiguo alumno del doctor Anger y viejo amigo de ambas chicas, el sacerdote Josyf Ridny, viene a visitar la casa; mientras tanto, Stefaniia recuerda todos los insultos de infancia y juventud de Adelia. Al cabo de un par de días, Stefa acude a ver a Josyf para pedirle confesión, tras lo cual ve inesperadamente a Adelia y siente curiosidad por saber qué hace allí sola y por qué necesitaría ver al sacerdote.
Sin embargo, su atención se desvía rápidamente hacia Petro, que encuentra a un niño en su taller. El chico tiene una rara enfermedad que hace que sus articulaciones sean extremadamente flexibles, lo que le permite esconderse en cualquier lugar. Adel decide quedarse con el niño, y más tarde Petro elige para él el nombre de Feliks. Éste causa muchos problemas a la pareja al esconderse durante tres días, pintando sobre los mapas del Dr. Anger, pero pronto Petro se acerca más al niño mientras Adelia lucha por ponerse en contacto con él.
Ernest Thorn, un mago de una compañía de circo, viene a visitar a la familia para llevarse a Feliks, contando su historia y sugiriendo una compensación para el chico. Adelia acepta inmediatamente, pero Stefa se niega a hacerlo. De camino a la tienda de ropa, Stefaniia se encuentra con Velvele, que le cuenta los rumores de que no puede vivir sin su amante y le sugiere que se marche con él al extranjero y comience una nueva vida independiente, pero ella rechaza inmediatamente la oferta.
Los preparativos de Stefa para la fiesta de cumpleaños de Adelia no resultan muy fáciles, ya que ve cómo Josef, lejos de la vista de la gente, le regala a Adelia una prenda de ropa y pronto descubre que se trata de la media de Adelia. Tras la marcha de Petro y Adel, Stefaniia lee los diarios de Adelia para saber más sobre su relación con Josef. Sin embargo, encuentra una carta escrita por el Dr. Anger, donde explica su arrepentimiento por haber adoptado a Stefa.
Tras tomar un par de copas en la fiesta de cumpleaños de Adelia, Stefa acusa a Adelia delante de todos los invitados de tener una aventura con Josef. La relación entre las chicas empeora y Adelia explica todos los malentendidos que hacen sospechar a Stefa de la infidelidad. Las emociones de Stefa se apoderan de ella y provoca accidentalmente un incendio en la casa. Mientras el fuego estalla, la estatua donde a Feliks le gustaba esconderse, cae junto con todas las joyas robadas de los templos. Mientras tanto, Stefa se deshace de sus ilusiones y planea irse al extranjero con Velvele.

## Héroes principales
- Stefaniia Chornenko (Stefa) - la heroína principal, ucraniana, la narración viene desde su perspectiva. Huérfana, fue adoptada por el Dr. Anger tras el destructivo incendio en el que murieron sus padres. Se convirtió en la sirvienta del Dr. Anger, pronto - vivió con Adel y Petro y fue su sirvienta. Encontró su destino sirviendo a Adel.
- Doctor Anger - padre de Adel, adoptó a Stefa cuando sus padres y su esposa murieron en un incendio. Crio a Adelia y Stefa juntas, haciendo creer a Stefa que no puede dejar sola a Adel'.
- Adel Skolyk (Adelia) - Hija del Dr. Anger, creció junto a Stefa. Mitad polaca, mitad alemana. Casada con Petro, fue acusada de tener una aventura con Yosyp Ridny.
- Petro Skolyk - escultor de lápidas, ucraniano, estudió en Viena. El marido de Adel.
- Feliks - un niño encontrado en el taller de Petro. Tenía articulaciones hiperelásticas y robaba objetos de valor de templos e iglesias para Ernest Thorn.
- Ernest Thorne - un mago, la madre de Feliks participaba en su compañía de circo. Usaba a Feliks para robar en los templos.
- Yosyp Ridny - estudiante del Dr. Unger, más tarde se convirtió en sacerdote, esposo de Ivanka.
- Ivanka Ridna - Esposa de Josyp, mala en las tareas domésticas, enferma.
- Velvele - joven judío, comerciante de pescado, ofreció a Stefa irse con él al otro lado del océano.

## Escritura
Sofiia lleva más de un año escribiendo la novela. A lo largo de la historia, Sofia utiliza varios dialectismos galicianos (en ucraniano: га́лицький го́вір), que se explica en las notas a pie de página, para transmitir mejor la atmósfera del lugar. Los héroes principales viven en la calle Lypova, Stanislaviv, ahora calle Shevchenko, la ciudad de Ivano-Frankivsk, donde viven sus padres. Aparte de buscar inspiración en obras históricas sobre su ciudad natal publicadas en la serie "Moye Misto", Sofiia Andrujovich también utilizó el periódico "Kurjer Stanisławowski", publicado a principios del siglo XX, como referencia del ambiente cotidiano del siglo XX y analizó la vida de la gente del lugar.
Cuando empezó a escribir su novela, Andrujovich vivía en Cracovia, en una residencia llamada "Felix", donde disfrutaba de una beca "Gaude Polonia". Cuando su padre, Yurii Andrujovich, se enteró, sugirió que el libro llevara el nombre del eslogan austrohúngaro: Bella gerant alii, tu felix Austria, nube (Deja que otros hagan la guerra, pero tú, feliz Austria, cásate).
La portada de la primera edición del libro tenía la pintura "Along the Shore" (1914) de Joseph Edward Southall. En 2019, la editorial The Old Lion lanzó una edición actualizada con una nueva portada diseñada por Svitlana Dorosheva.

## Temas
Uno de los temas centrales del libro es la búsqueda de la identidad, los conflictos internos y las dudas humanas. Esta lucha está representada por Stefaniia y su vida dentro de los límites que ella misma se ha impuesto. A lo largo del libro, el lector puede ver cómo Stefa ha atado su vida a su amante, olvidando totalmente su propia personalidad y dejando de lado las decisiones relativas a su vida privada. Su falta de voluntad para romper la promesa que se hizo a sí misma de cuidar de Adelia no le permite realizar plenamente su valía de amor, independencia y respeto. Sin embargo, mientras se desarrolla la narración, Stefaniia experimenta una transformación personal, que Chernetsky compara con "una asertiva transformación de identidad poscolonial".
Esta dinámica de poder entre chicas abre un debate sobre las referencias intertextuales a famosas escritoras del siglo XX de Ucrania occidental. Vitaliy Chernetsky, en su artículo "Sofiia Andrukhovych's Felix Austria: the postcolonial neo-Gothic and Ukraine's search for itself", habla de ello: Las referencias a Ol'ha Kobylians'ka son especialmente fuertes y numerosas, en la relación emocionalmente intensa entre personajes femeninos que se hacen eco de su "Valse mélancolique", y también en la correspondencia emocionalmente intensa y cargada de homoerotismo que mantuvo con Lesia Ukraïnka; el apellido de Stefaniia, Chornen'ko, alude directamente a esta última, ya que khtos' chornen'kyi, "alguien de pelo oscuro", era el criptónimo de Kobylians'ka utilizado en la correspondencia".

## Premios y reconocimientos
- 2014 - Premio Especial del Foro del Libro de Lviv.
- 2014 - Libro del Año de la BBC.
- 2014 - Premio ucraniano LitAccent del Año.
- 2015 - Premio de la Fundación Kovalevyj.
- 2016 - Premio Literario de la Asociación Oriental de Visegrado.

La novela está incluida en la lista "De Kulish a nuestros días: 100 novelas y cuentos icónicos en ucraniano" elaborada por PEN Ucrania.

## Recepción
El libro recibió un amplio reconocimiento entre la crítica ucraniana y extranjera, provocando fuertes discusiones. Uno de los críticos, Ievhen Stasinevych, destacó los "diversos homenajes, ingeniosos guiños al lector, serias paráfrasis y fructíferas alusiones interpretativas", subrayando la importancia de esta obra literaria. Junto a Stasinevych, Andrii Drozda también destacó el intento de Andrujovich de engañar a los lectores como el ilusionista Ernest Thorn: mientras señala las bellas piezas de arte y escultura, rápidamente crea drama e intriga y enseguida lo disuelve.
Sin embargo, Vladyslav Ivchenko plantea muchos interrogantes al texto y al autor y concluye su crítica de forma negativa, destacando que Andrujovich creó el libro sólo para autocomplacerse, sin preocuparse por los lectores.

## Traducciones
En 2016, Félix Austria fue traducido al alemán y publicado por la editorial austriaca "Residenz Verlag" bajo el título "Der Papierjunge" ("El chico de papel"), traducido por Maria Weissenböck. En el verano de 2016, el libro se publicó en Polonia. Además, la novela se tradujo al checo, húngaro, croata y francés. El libro fue traducido al inglés por Vitaly Chernetsky y será publicado por Harvard University Press en 2024.

## Adaptación
Film.UA Group adquirió los derechos para filmar la novela. Nadiya Zayonchkovska se convirtió en la productora de la película en régimen de asociación y trabajó con Khrystyna Syvolap como directora.
El papel de Stefania lo interpreta la actriz polaca Marianna Januszewicz, y los de Adele y Peter, Olesya Romanova y Roman Lutsky, respectivamente. La película se estrenó en Ucrania el 16 de enero de 2020.
El texto de la representación sonora (2016) es leído por Sonia Sotnyk, acompañada por el compositor y músico Yevdokym Reshitko